# Friedrich Ludwig von Plettenberg

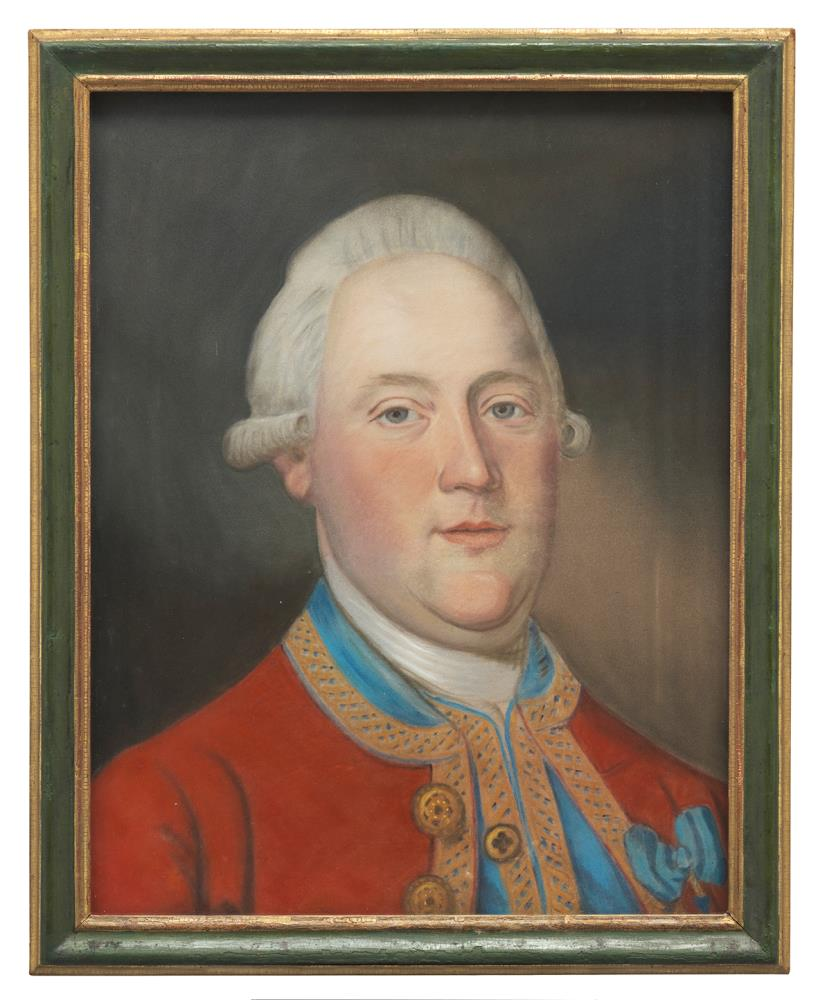
Friedrich Ludwig von Plettenberg ca. 1778

Friedrich Ludwig Noël Franz Ignaz Anton Reichsgraf von Plettenberg und Wittem (* 22. Juni 1745 im Schloss Nordkirchen; † 4. Juli 1796) war Domherr in Paderborn, Passau und Münster sowie Propst des Alexanderstiftes Wildeshausen.

## Leben
Friedrich Ludwig wuchs als sechstes Kind des Franz Joseph von Plettenberg und seiner Gemahlin Aloysia Steyer von Lamberg (1718–1796, Tochter des Fürsten Franz Anton von Lamberg und seiner Gemahlin Prinzessin Ludovica Friederike Ernestine von Hohenzollern-Hechingen) zusammen mit seinen älteren Geschwistern
- Franz Anton (1735–1766, Domherr in Hildesheim),
- Aloysia (Kanonissin in Nancy),
- Friedrich Clemens August (1742–1771, Erbmarschall und Verwalter von Nordkirchen, ⚭ 1762 Maria Anna von Galen (1752–1829, Tochter des Wilhelm Ferdinand von Galen)), Vater von Maximilian Friedrich von Plettenberg (1771–1813), Erbe von Schloss Nordkirchen,
- Maria (Salentinianerin in Wien) und
- Bernhardine (1743–1779), ⚭ 1762 Fürst Dominik Andreas von Kaunitz-Rietberg (1739–1812)

in einer der ältesten und bedeutendsten Adelsfamilien Westfalens auf. Diese wurde 1724 durch den Kaiser Karl VI. in den Reichsgrafenstand erhoben.
Mit dem Erhalt der Tonsur am 10. Januar 1747 wurde Friedrich Ludwig auf ein geistliches Leben vorbereitet. Am 24. März 1763 kam er in den Besitz einer Dompräbende in Passau. In den Jahren 1768 bis 1796 war er zugleich Propst in St. Alexander in Wildeshausen. 1779 erhielt er ein Domkanonikat in Paderborn. Durch den Tod des Domherrn Johann Matthias von Ascheberg kam die frei gewordene Präbende in Münster 1772 auf Veranlassung des Kurfürsten Maximilian Friedrich in den Besitz von Friedrich Ludwig.
Im Jahre 1790 wurde Plettenberg zum Subdiakon geweiht.

## Sonstiges
Friedrich Ludwig trat als erster Domherr in die Freimaurerloge in Münster ein und besuchte deren Veranstaltungen – zunächst regelmäßig, später seltener – zuletzt am 5. März 1785.